# Ministry of Darkness
De Ministry of Darkness was een stable van professioneel worstelaars dat actief was in de World Wrestling Federation (WWF) tijdens het WWF Attitude Era in 1999.

## Leden
- The Undertaker (leider)
- Paul Bearer
- The Acolytes (Bradshaw en Faarooq)
- Mideon
- Viscera
- The Brood (Gangrel, Edge en Christian)

## Kampioenschappen en prestaties
- World Wrestling Federation
  - WWF Championship (1 keer) – Undertaker
  - WWF Tag Team Championship (4 keer) – Acolytes (2x) en Undertaker & Big Show (2x)
  - WWF European Championship (1 keer) – Mideon